# Gornja Slatina (Srbija)
Gornja Slatina je naselje u gradu Leskovcu, Jablanički upravni okrug, Srbija. Prema popisu iz 2022. godine u Gornjoj Slatini je živjelo 147 stanovnika.